# أندي سوفي
أندي سوفي (بالإنجليزية: Andy Sophie)‏ مواليد (26 يونيو 1987 في موريشيوس) لاعب كرة قدم موريشيوسي دولي يجيد اللعب في خط الهجوم . يلعب حاليا لصالح نادي تامبون الريونيوني منذ 2009 .

## روابط خارجية
- أندي سوفي على موقع قاعدة بيانات كرة القدم.إي يو (الإنجليزية)
- أندي سوفي على موقع ناشيونال فوتبول تيمز (الإنجليزية)
- أندي سوفي على موقع Soccerway.com (الإنجليزية)
- أندي سوفي على موقع كووورة